# Cantó de Canha de Mar Oest
El cantó de Canha de Mar Oest és un cantó francès del departament dels Alps Marítims, situat al districte de Grassa. Té 3 municipis i part del de Canha de Mar.

## Municipis
- Canha de Mar
- La Colle-sur-Loup
- Vilanòva Lobet
- Sant Pau

## Història
| Data d'elecció                           | Identitat        | Partit           | Qualitat |
| ---------------------------------------- | ---------------- | ---------------- | -------- |
| 1964-1983                                | Pierre Sauvaigo  | RPR              |          |
| 1983-1988                                | Suzanne Sauvaigo | RPR              |          |
| 1988-                                    | Lionnel Luca     | RPR, després UMP |          |
| les dades anteriors no són pas conegudes |                  |                  |          |
|                                          |                  |                  |          |

| 1962 | 1968 | 1975 | 1982 | 1990 | 1999   | 2007   |
| ---- | ---- | ---- | ---- | ---- | ------ | ------ |
| -    | -    | -    | -    | -    | 34.794 | 39.979 |